# Robert Hofstadter
Robert Hofstadter (5. februar 1915 – 17. november 1990) var en amerikansk fysiker.
Han blev tildelt Nobelprisen i fysik i 1961 for sine studier af elektronkerner og opdagelser af nukleoners (protoner og neutroner) struktur.
Han er far til filosoffen og forfatteren Douglas Hofstadter.